# Antimonit
Antimonit ali stibnit je antimonov sulfidni mineral s kemijsko formulo Sb2S3. Mineral je zelo mehak, kristalizira v ortorombskem kristalnem sistemu in je najpomembnejši vir elementarnega antimona.

## Nastanek, struktura in kemijske lastnosti
Sb2S3 nastaja v kemijski reakciji med antimonovimi(III) solmi in vodikovim sulfidom (H2S):
2Sb3+ + 3H2S → Sb2S3 + 6H+
V klorovodikovi kislini (HCl) se reakcija obrne v nasprotno smer.
Antimonit reagira s kalijevim hidroksidom (KOH) in se raztaplja v raztopinah polisulfidov, pri čemer tvori polisulfido komplekse. Sorodne reakcije so se nekoč uporabjale v kvalitativnio anorganski analizni kemiji. 
Struktura antimonita je podobna strukturi arzenovega trisulfida (As2S3). Centri Sb(III), ki so piramidne oblike in trikrat koordinirani, so vezani preko upognjenih dvakrat koordiniranih sulfidnih ionov. Sveži kristali so sivi, površina pa zaradi oksidacije na zraku hitro počrni. 

## Uporaba
Uprašen antimonit, pomešan z mastjo ali drugimi snovmi, se je imenoval kohl in se je na Srednjem Vzhodu vse od leta 3000 pred n. št. uporabljal kot kozmetično sredstvo za poudarjanje oči in temnenje obrvi in trepalnic. V nekaterih manj razvitih delih sveta se kljub toksičnosti še vedno uporablja kot zdravilo. 
Antimonit nima posebne uporabnosti razen kot prekurzor za antimonov oksid, ki je surovina za proizvodnjo antimona. Uporablja se tudi za proizvodnjo pirotehničnih sredstev in vžigalic. Včasih se je uporabljal tudi za bliskavice, vendar se je njegova raba zaradi toksičnosti in občutljivosti na statično elektriko opustila.

## Nahajališča
Manjša nahajališča antimonita so precej pogosta, večja pa so redka. Nahaja se v Kanadi, Mehiki, Peruju, Japonski, Kitajski, Nemčiji, Romuniji, Italiji, Franciji, Angliji, Alžiriji, ZDA in na Borneu.  
Največji znan primerek antimonita, ki tehta približno 450 kg, je razstavljen v Ameriškem muzeju naravne zgodovine. Največje dokumentirane monokristale antimonita, ki so merili približno 60×5×5 cm, so našli na več nahajališčih, med drugim tudi na Japonskem, v Franciji in Nemčiji.
V Sloveniji so ga našli na Trojanah, Znojilah, v Lepi njivi pri Mozirju, v bližini Škofje Loke ter med Selško in Poljansko dolino.